# UFC 235
UFC 235: Jones vs. Smith（ユーエフシー・ツーサーティファイブ：ジョーンズ・バーサス・スミス）は、アメリカ合衆国の総合格闘技団体「UFC」の大会の一つ。2019年3月2日、ネバダ州ラスベガスのT-モバイル・アリーナで開催された。

## 大会概要
本大会では、王者ジョン・ジョーンズと挑戦者アンソニー・スミスによるUFC世界ライトヘビー級タイトルマッチ、王者タイロン・ウッドリーと挑戦者カマル・ウスマンによるUFC世界ウェルター級タイトルマッチが組まれた。

## 試合結果

### アーリープレリム
第1試合 女子ストロー級 5分3R
○  ハンナ・シファーズ vs.  ポリアナ・ヴィアナ ×
3R終了 判定2-1（29-28、28-29、29-28）
第2試合 女子バンタム級 5分3R
○  メイシー・シアソン vs.  ジーナ・マザニー ×
1R 1:49 TKO（右フック→パウンド）
第3試合 ミドル級 5分3R
○  エドメン・シャバージアン vs.  チャールズ・バード ×
1R 0:38 TKO（肘打ち→パウンド）

### プレリミナリーカード
第4試合 ウェルター級 5分3R
○  ディエゴ・サンチェス vs.  ミッキー・ガル ×
2R 4:13 TKO（パウンド）
第5試合 バンタム級 5分3R
○  コーディー・スタマン vs.  アレハンドロ・ペレス ×
3R終了 判定3-0（29-28、29-28、30-27）
第6試合 ライトヘビー級 5分3R
○  ジョニー・ウォーカー vs.  ミシャ・サークノフ ×
1R 0:36 TKO（右飛び膝蹴り→パウンド）
第7試合 フェザー級 5分3R
○  ザビット・マゴメドシャリポフ vs.  ジェレミー・スティーブンス ×
3R終了 判定3-0（29-28、29-28、29-28）

### メインカード
第8試合 バンタム級 5分3R
○  ペドロ・ムニョス vs.  コーディ・ガーブラント ×
1R 4:51 KO（右フック→パウンド）
第9試合 女子ストロー級 5分3R
○  ジャン・ウェイリー vs.  ティーシャ・トーレス ×
3R終了 判定3-0（29-28、30-27、30-27）
第10試合 ウェルター級 5分3R
○  ベン・アスクレン vs.  ロビー・ローラー ×
1R 3:20 TKO（ブルドッグチョーク）
第11試合 UFC世界ウェルター級タイトルマッチ 5分5R
○  カマル・ウスマン vs.  タイロン・ウッドリー ×
5R終了 判定3-0（50-44、50-44、50-45）
※ウスマンが王座獲得に成功。
第12試合 UFC世界ライトヘビー級タイトルマッチ 5分5R
○  ジョン・ジョーンズ vs.  アンソニー・スミス ×
5R終了 判定3-0（48-44、48-44、48-44）
※ジョーンズが初防衛に成功。

### 各賞
ファイト・オブ・ザ・ナイト： ペドロ・ムニョス vs. コーディ・ガーブラント
パフォーマンス・オブ・ザ・ナイト： ジョニー・ウォーカー、ディエゴ・サンチェス
各選手にはボーナスとして5万ドルが授与された。

### カード変更
負傷などによるカードの変更は以下の通り。